# قشلاق حاجي صميد
قشلاق حاجي صميد (بالإنجليزية: Qeshlaq-e Hajji Samid)‏ هي human-geographic territorial entity تقع في أردبيل في إيران. يقدر عدد سكانها بـ 55 نسمة .